# Uranus (thần thoại)
Ouranos (Uranus) theo tiếng Hy Lạp nghĩa là bầu trời. Trong thần thoại Hy Lạp ông được coi là cha trời, bản thân ông là con và cũng là chồng của Gaia, mẹ đất. Uranus và Gaia được coi là tổ tông của hầu hết các vị thần Hy Lạp nhưng không được thờ cúng; Uranus cũng không xuất hiện trên các bình gốm của Hy Lạp cổ. Hầu hết người Hy Lạp cổ đại cho rằng Uranus là tổ tiên của mọi vật và coi như ông không có dòng dõi lớn hơn (cha mẹ của Uranus là không có). Theo nhà triết học Cicero trong cuốn Bản chất của thần thánh (On the Nature of Gods), Uranus là con của Aether (không khí) và Hemera (ngày). Theo Tụng ca của Orpheus (The Orphic Hymns), Uranus (Caelus) là con trai của bóng đêm, Nyx. Tên của ông được đặt cho sao Thiên Vương